# غريغور هوبنر
غريغور هوبنر (بالألمانية: Gregor Hübner)‏ (و. 1967  م) هو عازف بيانو، وملحن ألماني، ولد في شتوتغارت، يستخدم آلات بيانو، وJazz violin ‏.

## التعليم
تعلم في جامعة مدينة فيينا للموسيقى والفنون، وتعلم في Spohn-Gymnasium Ravensburg ‏
.

## جوائز
حصل على جوائز منها:

Cultural Prize of the Cities of Ravensburg and Weingarten ‏ (1993)